# Anassimandro
Anassimandro (in greco antico: Ἀναξίμανδρος?, Anaxímandros; Mileto, 610 a.C. circa – 546 a.C. circa) è stato un filosofo e astronomo greco antico presocratico e il primo cartografo della storia.
Anassimandro fece parte della scuola di Mileto dove apprese gli insegnamenti del suo maestro Talete a cui successe divenendo il secondo maestro di quell'istituto che annoverò anche Anassimene e, probabilmente, ebbe Pitagora tra i suoi allievi.
Si conosce poco della sua vita e del suo lavoro; secondo i documenti storici disponibili, fu il primo filosofo noto ad aver trascritto i suoi studi, sebbene rimanga solo un frammento della sua opera. Testimonianze frammentarie trovate in documenti postumi hanno permesso di ricostruire un ritratto dell'uomo.
Anassimandro fu uno dei primi sostenitori della scienza e cercò di osservare e spiegare diversi aspetti dell'universo, con un particolare interesse per le sue origini, sostenendo che la natura sia governata da leggi, proprio come le società umane, e tutto ciò che disturba l'equilibrio non può continuare a lungo. Come molti pensatori del suo tempo, la filosofia di Anassimandro includeva contributi a molte discipline. In astronomia, tentò di descrivere la meccanica dei corpi celesti in relazione alla Terra. In fisica, la sua postulazione che l'indefinito (o Ápeiron) fosse la fonte di tutte le cose spinse la filosofia greca a un nuovo livello di astrazione concettuale. La sua conoscenza della geometria gli permise di introdurre lo gnomone in Grecia. Realizzò una mappa del mondo grazie alla quale contribuì notevolmente al progresso della geografia. Fu anche coinvolto nella politica di Mileto e fu inviato come esponente in una delle sue colonie.

## Biografia

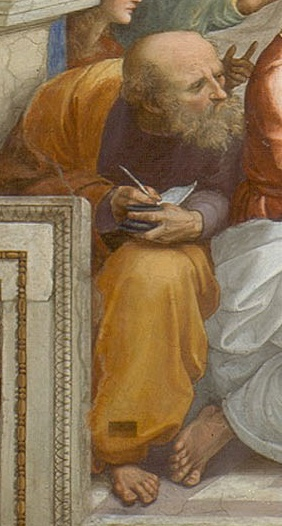
Dettaglio della Scuola di Atene, di Raffaello Sanzio 1510–1511. Questo personaggio è tradizionalmente identificato con Boezio, ma la somiglianza con il bassorilievo del Museo Nazionale Romano ha spinto alcuni a identificarlo con il filosofo.

Si conosce poco della sua vita: Diogene Laerzio, dopo averlo detto di Mileto e figlio di un Prassiade, riferisce l'apparentemente insignificante aneddoto secondo il quale, mentre cantava, sarebbe stato deriso da alcuni bambini, esclamando allora: «Bisognerà cantare meglio, per via dei bambini»: episodio che indicherebbe la necessità di far ben comprendere agli ingenui le verità da lui conosciute.
Lo storico greco sostiene che egli avrebbe preparato un'esposizione delle proprie dottrine e, citando la Cronologia di Apollodoro di Atene, afferma che nel secondo anno della 58ª Olimpiade (547 a.C.) Anassimandro avrebbe avuto 64 anni e sarebbe morto poco dopo.
La tarda Suda, intorno al X secolo d.C., gli attribuisce le opere Sulla natura, Il giro della terra, Sulle stelle fisse, La sfera e «alcune altre», lo dichiara discepolo e parente di Talete e ne fa lo scopritore degli equinozi, dei solstizi e degli "orologi", una notizia forse ricavata dalla Praeparatio evangelica di Eusebio di Cesarea, secondo la quale Anassimandro: «per primo costruì degli gnomoni per conoscere le rivoluzioni del sole, il tempo, le stagioni e gli equinozi». Nella Varia historia di Eliano si riporta che Anassimandro avrebbe guidato i Milesi alla fondazione della nuova colonia di Apollonia.
Cicerone, dal canto suo, afferma che «i Lacedemoni furono avvertiti da Anassimandro, lo studioso della natura, di lasciare la città e le case, vegliando in armi sui campi, perché era imminente un terremoto; dopo questo evento la città rimase del tutto distrutta e venne giù dal monte Taigeto una massa rocciosa della grandezza della poppa di una nave».

## Cosmologia
(Agatemero)

### Le concezioni astronomiche

La concezione dell'universo secondo Anassimandro

L'uso di spiegazioni naturalistiche anziché mitico-religiose distingue radicalmente la cosmologia di Anassimandro dai precedenti autori, come Esiodo, e si inserisce nel grande movimento di "de-mitificazione" della conoscenza dei filosofi presocratici. Anassimandro è il primo a concepire un modello meccanico del mondo. Sostiene che la Terra galleggia immobile nello spazio, senza cadere e senza essere appoggiata a nulla.  Se per Talete la Terra è un disco piatto che si regge sull'acqua, conformemente alla sua dottrina dell'acqua come principio – substantia, "che sta sotto" – delle cose, Aezio e lo Pseudo-Plutarco riportano che per Anassimandro la Terra ha la curiosa forma di un disco, o un corto cilindro (come una "pietra di colonna") di altezza un terzo del diametro. Aristotele riferisce che secondo alcuni la Terra «sta ferma a causa dell'eguale distribuzione delle parti: così tra gli antichi Anassimandro. E in effetti, quel che è collocato al centro e ha eguale distanza dagli estremi, non può essere portato in alto più che in basso o di lato. Essendo pure impossibile che il movimento avvenga contemporaneamente in direzioni opposte, sta necessariamente ferma». Aristotele considera l'idea "ingegnosa", ma la respinge, preferendo la propria idea che la Terra resta al centro dell'universo perché questo è il suo "luogo naturale".
Il fatto che Anassimandro abbia compreso che la Terra galleggia libera nello spazio senza cadere e senza bisogno di essere sostenuta da qualcosa è stato indicato da molti come la prima grande rivoluzione cosmologica, e una delle sorgenti del pensiero scientifico. Il filosofo della scienza Karl Popper ha chiamato questa idea "una delle più coraggiose, più rivoluzionarie, più portentose idee nella storia del pensiero umano". Il modello di Anassimandro permette ai corpi celesti di passare sotto la Terra, e apre la via alla grande astronomia greca dei secoli successivi.
Per Aezio Anassimandro avrebbe sostenuto che gli astri sono involucri d'aria a forma di ruota, pieni di fuoco, dalle cui aperture fuoriescono le fiamme; allo stesso modo il Sole «è una sfera ventotto volte maggiore della terra, molto simile alla ruota di un carro, che in una parte, attraverso un'apertura, mostra il fuoco, come attraverso la canna di un flauto» e le eclissi si produrrebbero quando quell'apertura si chiude. Analogamente, anche la Luna «è una sfera diciannove volte la terra, simile a una ruota di carro, la cui circonferenza è incavata e piena di fuoco come il Sole, e come il Sole è posta in una posizione obliqua e munita di sfiatatoio, come la canna di un flauto» la cui otturazione ne provoca l'eclissi.
Anche dei fenomeni naturali fornisce interpretazioni: «tutti questi fenomeni sono prodotti dal vento che quando, chiuso in una spessa nuvola, riesce, a causa della sottile leggerezza delle sue parti, a fuoriuscire con violenza, rompendo la nuvola e producendo il fragore del tuono, mentre la dilatazione della massa nera produce il chiarore del lampo». Il vento è una corrente d'aria «provocata dalle particelle più leggere e umide in essa contenute che si muovono ed evaporano sotto l'azione del Sole». Seneca, precisa che può anche tuonare a cielo sereno perché «il vento s'abbatte sull'aria densa che si lacera. E perché altre volte non ci sono fulmini ma solo tuoni? Perché il vento, troppo debole, non è riuscito a risolversi in fiamma ma solo in suono. Cos'è allora il lampeggiare? Una scossa d'aria che si disperde e precipita mostrando un debole fuoco incapace di uscire e il fulmine è una corrente d'aria più violenta e densa».
Secondo Favorino fu Anassimandro il primo a inventare lo gnomone, conficcando un'asta al centro di un quadrante disegnato nell'agorà di Sparta.

### Il mare, la terra, l'origine dell'uomo
Dalle opere perdute di Teofrasto, Alessandro d'Afrodisia riporta che per Anassimandro il mare è «il residuo di un'umidità originaria: infatti la zona intorno alla Terra era umida e, con l'evaporazione di una parte, sotto l'azione del Sole, vennero i venti e le stesse rotazioni del Sole e della Luna, come se questi compissero le loro rivoluzioni a causa dei vapori e delle esalazioni e si volgessero nei luoghi dove sono più abbondanti. Il residuo dell'umidità nelle cavità della Terra forma il mare, che diventa sempre meno esteso, disseccato com'è continuamente dal Sole, tanto che alla fine tutto sarà asciutto».
L'origine degli animali e degli stessi esseri umani avrebbe avuto luogo dal mare e dalle zone umide della Terra; Censorino riporta che Anassimandro, allo scopo di dare una spiegazione di come fossero potuti sopravvivere i primi esseri umani, incapaci come sono di provvedere a sé stessi fin dalla nascita, sostenesse che «dall'acqua e dalla Terra riscaldate nacquero pesci o animali simili; entro di loro si generarono feti umani che crebbero fino alla pubertà; poi, spezzate le loro membrane, ne uscirono uomini e donne che erano ormai in grado di nutrirsi autonomamente».

Possibile atlante di Anassimandro

Lo storico Ammiano Marcellino ci ricorda la concezione che Anassimandro aveva dei terremoti, in questo modo: «la Terra, inaridita dall'eccessiva siccità dell'estate o dopo l'umidità delle piogge, si apre in grosse voragini, entro le quali penetra l'aria dall'alto con gagliarda violenza per cui, squassata dalle fortissime correnti d'aria che vi si sono infiltrate, è sconvolta dalle fondamenta. Tali terremoti avvengono per questi motivi nei periodi di grande caldo o anche in quelli estremamente piovosi»
Tanto Strabone che Agatemero, e anche Temistio, nei suoi Discorsi, citando Eratostene di Cirene, ricordano altresì, a testimonianza degli interessi geografici tipici di questi primi filosofi di Mileto, che Anassimandro avrebbe per primo disegnato e reso pubblica una carta della Terra, poi perfezionata da Ecateo di Mileto. Le critiche di Eraclito contro la multiscienza (polymathìa) si diressero solamente nei confronti di quest'ultimo.
In essa appare la sua concezione generale dell'universo, composto da quattro elementi fondamentali: la Terra al centro, tutta circondata dall'acqua, al di sopra della quale è il vapore prodotto dal riscaldamento dell'acqua operato da un fuoco che originariamente abbracciava ogni cosa. L'evaporazione dell'acqua aumentò il volume del vapore d'acqua che fece esplodere l'involucro di fuoco, producendo le stelle, il Sole, e la Luna.

### L'interpretazione di Schiaparelli

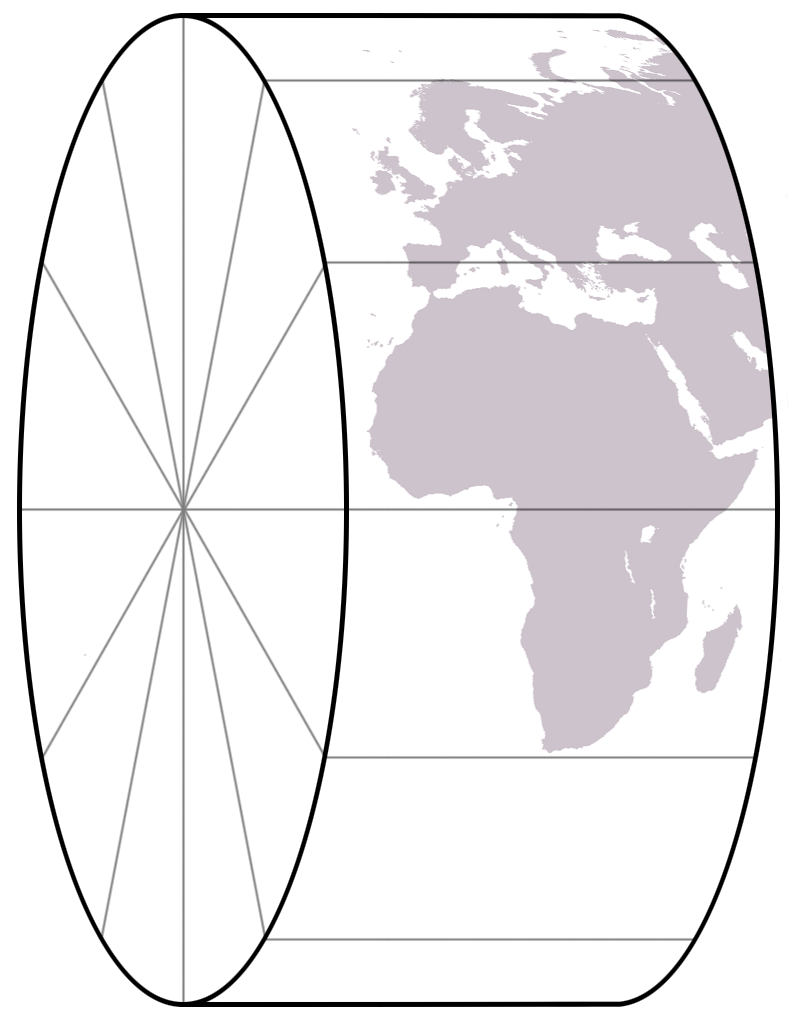
La Terra cilindrica di Anassimandro nell'interpretazione di Schiaparelli

Nei suoi Scritti sulla storia della astronomia antica, Giovanni Schiaparelli sostiene che la Terra cilindrica di Anassimandro non andrebbe immaginata come un mondo popolato sulla superficie piana, ma su quella convessa, la cui curvatura seguirebbe quindi un meridiano. In questo modo troverebbero spiegazione alcuni fenomeni già noti ai tempi di Anassimandro, come il fatto che la Stella Polare appare a elevazioni diverse a seconda dalla latitudine a cui si trova l'osservatore, e il fatto che viaggiando verso sud si vedono stelle e costellazioni non altrimenti visibili. Inoltre le variazioni dell'angolo di incidenza dei raggi solari giustificherebbero le diverse zone climatiche, con le relative diversità nella flora e la fauna.

## Mito e filosofia
È tipico della coscienza mitica non solo interpretare singole figure sensibili, oggetti comuni, come manifestazioni o risultato di azioni di forze mitiche, ma pretendere di spiegare tutto l'esistente, ricercandone tanto l'origine che il motivo della sua esistenza. In questo andare a ritroso, la coscienza mitica – non soltanto greca – si arresta nell'individuazione, indicata come postulato, di un primo fondamento. Così in un canto rigvedico è scritto:
Anassimandro, contrariamente a Talete, che pone il fondamento delle cose naturali in un elemento che ha caratteristiche sensibili e naturali come l'acqua, sembra, pur essendo di quello più giovane, tornare a una concezione prossima alla visione mitologica del cosmo. In realtà, egli ne è già lontano; se la forma del suo linguaggio – per quel che si può giudicare dal poco che ci è rimasto – mantiene evidenti assonanze con precedenti esposizioni cosmogoniche, la sua intuizione dell'origine delle cose non si svolge, come nelle mitologie, nel racconto di una successione di creazioni, in una sequenza genealogica come si manifesta, per esempio, nella teogonia di Esiodo. Egli pone immediatamente, come Talete e come farà successivamente Anassimene, il fondamento del Tutto dal quale tutte le cose nascono: e questo Tutto è la phýsis, è la natura.
La parola phýsis ha già in sé, nella propria etimologia, il senso del divenire, collegandosi a phýein – generare – e a phýesthai – crescere. Nel concetto di natura è già implicito il nascere e il crescere delle cose, il loro divenire, e pertanto non occorre ricorrere a successioni di esseri mitici dai quali dovrebbero derivare altri fino a giungere finalmente alle cose sensibili. E tuttavia, pur essendo l'origine delle cose, essa rimane eguale a sé stessa, essa genera mantenendosi: i filosofi ionici colgono nella natura l'unità che si manifesta tanto nell'essere quanto nel divenire, tanto nel conservarsi che nel mutare delle cose.
Come scrive il Cassirer, «la "natura" del fondamento originario è tale che essa si disperde in una molteplicità di configurazioni particolari dell'essere e si traduce in essa, ma non vi si distrugge: si conserva in essa come un nocciolo immutabile. Al contrario, la molteplicità, come deriva tutto il proprio essere dal fondamento originario, così alla fine deve necessariamente ritornare a quest'ultimo. In tale processo del nascere e del perire, si manifesta l'ordine eterno e l'eterna giustizia della natura come l'annunzia Anassimandro».

### L'ápeiron
Di Anassimandro ci è pervenuto un frammento, tramandato da Simplicio:

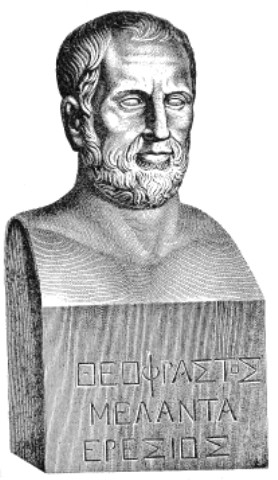
Le Opinioni dei fisici di Teofrasto sono una delle maggiori fonti della filosofia presocratica

In un altro frammento fornisce la prima definizione di tempo. 
(DK 12A11)
E lo stesso Simplicio, commentando il passo e rifacendosi alle, per noi perdute, Opinioni dei fisici di Teofrasto, scrive che per Anassimandro «principio ed elemento degli esseri è l'infinito, avendo egli per primo introdotto questo nome di principio (archè). E dice che il principio non è né l'acqua né un altro dei cosiddetti elementi, ma un'altra natura infinita, dalla quale provengono tutti i cieli e i mondi che in essi esistono [...] e l'ha espresso con parole alquanto poetiche. È chiaro che avendo osservato il reciproco mutamento dei quattro elementi [acqua, aria, terra, fuoco], ritenne giusto di non porne nessuno come principio, ma qualcosa d'altro. Secondo lui la nascita delle cose non avviene per alterazione del principio elementare, ma avviene per il distacco da quello dei contrari a causa dell'eterno movimento».
Per contrari, Simplicio intende il caldo e il freddo, il secco e l'umido e così via; seguendo Aristotele, considera che Anassimandro sia di fatto un precursore di Anassagora: Aristotele, infatti, nella Fisica, già considerò che per Anassimandro «dall'Uno che li contiene, si staccano i contrari» e che «quanti ammettono sia l'unità che la molteplicità dell'Essere, come per esempio Empedocle e Anassagora, fanno uscire dalla mistione le altre cose per divisione».
Ma Aristotele, nella sua Fisica dice di più: «ogni cosa o è principio o deriva da un principio: ma non c'è principio dell'infinito, perché questo rappresenterebbe il suo limite. Inoltre è ingenerato e incorruttibile, in quanto principio, perché necessariamente ogni cosa generata deve avere una fine e c'è una fine di ogni distruzione. Perciò, l'infinito non ha principio ma sembra esso stesso essere principio di ogni cosa e ogni cosa abbracciare e governare, come dicono quanti non ammettono altre cause, a parte l'infinito [...] Inoltre esso è divino perché è immortale e indistruttibile, come vuole Anassimandro e la maggior parte dei fisiologi.
Fanno fede dell'esistenza dell'infinito, a guardar bene, cinque ragioni: il tempo – perché è infinito; la divisione delle grandezze – perché anche i matematici usano l'infinito; e ancora: solo se la fonte, da cui deriva ogni cosa generata, è infinita, allora esistono sempre la generazione e la distruzione; poi, ogni cosa, che sia limitata, ha sempre il suo limite rispetto a un'altra cosa, cosicché non ci sarà un limite se una cosa troverà sempre un limite in un'altra cosa.
Ma soprattutto, il motivo più importante e più difficile per tutti, è che pare che siano infiniti tanto il numero e le grandezze matematiche quanto tutto quello che c'è oltre i cieli; ma siccome quel che c'è oltre i cieli è infinito, sembra che vi debba essere un corpo infinito e dei mondi infiniti».
È evidente che qui Aristotele sviluppa un personale ragionamento che non può essere fatto risalire ad Anassimandro, tanto che Aezio, che segue Teofrasto, sostiene che Anassimandro sbaglierebbe, in quanto «non dice che cos'è l'infinito, se l'aria o l'acqua o terra o qualsiasi altro corpo. E sbaglia perché ammette la materia e sopprime la causa efficiente. In effetti l'infinito non è altro che materia e la materia non può essere in atto se non c'è causa efficiente». Aristotele e gli aristotelici non ammettono l'infinito-materia se non come "causa materiale", come materia costituente gli oggetti, i quali devono essere il risultato di un'altra causa – la "causa efficiente" – a loro avviso necessariamente diversa dalla materia. Si pone allora il problema di come le cose provengano dall'ápeiron.
Se ápeiron (letteralmente, "senza perimetro") viene tradotto comunemente in "infinito" o illimitato, esso va anche inteso come "non definito", "indeterminato". Essendo indeterminato, non identificandosi con nessun specifico elemento (stoichéion) - acqua, aria, terra o fuoco – resta determinato dall'unica qualità che gli appartenga derivante dalla sua stessa definizione, ossia una materia indifferenziata, della quale nulla possa dirsi se non infinita e irriducibile a ogni determinazione.
I filosofi naturalisti della Ionia, impressionati dal fenomeno del nascere, del mutare e del morire di tutte le cose, ne ricercano la causa: come Talete vedeva nell'acqua, considerata ovunque presente come elemento liquido, solido e gassoso, l'origine delle cose, così per le medesime ragioni, Anassimene ne vedrà l'origine nell'aria, ovunque presente, mentre Anassimandro vede che i fenomeni si producono ovunque e l'ovunque è per sua stessa natura indefinito proprio perché, essendo il Tutto, è privo di individuazione al di fuori di sé stesso, non è spiegabile attraverso la determinazione di qualcosa di altro, dal momento che questo qualcosa rientrerebbe già nel Tutto.
Allo stesso modo, se nell'ápeiron sembrerebbe che vi debba essere una forza – l'"eterno movimento" di cui parla Simplicio – che faccia nascere, trasformare e morire le cose, questa forza, proprio in virtù dell'indefinibilità del Tutto, è resa definibile solo come essa stessa ápeiron, indissolubilmente legata, non scindibile e non distinguibile da esso, altrimenti il Tutto, nuovamente, non sarebbe più tale, avendo altro da sé, e come le cose nascono dall'ápeiron, così lì devono trasformarsi e morire, perché non c'è un altrove dove trasformarsi e morire.
Ogni cosa che nasce si manifesta nella sua individualità, si dimostra diversa da ogni altra. Vi è chi, come Friedrich Nietzsche, ha interpretato il passo come se per Anassimandro ogni divenire sia «un'emancipazione, meritevole di castigo, dall'eterno essere, come un'ingiustizia da espiare con la distruzione [...] Scorgendo nella molteplicità delle cose giunte alla nascita una somma di ingiustizie da espiare, con piglio audace, primo tra i Greci, ha afferrato il nodo del più profondo problema etico. Come può perire qualcosa che ha diritto d'essere? Da cosa nasce quell'incessante divenire e generare, quell'espressione di spasimo sul volto della natura, quel funereo, interminabile lamento in tutti i regni dell'esistenza? [...]».
Così lo Jaeger può interpretare che «Anassimandro immagina concretamente che le cose contendano fra loro, come gli uomini in tribunale. Ci troviamo di fronte a una polis ionica. Vediamo il mercato, dove si rende giustizia, e il giudice, seduto sul suo seggio, che stabilisce il castigo (táttei). Egli ha nome Tempo. Lo conosciamo dal pensiero politico di Solone: al suo braccio non si sfugge. Quanto l'uno dei contendenti abbia preso di troppo all'altro, gli sarà immediatamente ritolto e ridato a colui che ebbe troppo poco [...] Anassimandro va assai più oltre. Egli vede verificarsi questo eterno compenso non solo nella vita umana, ma nell'universo intero, in tutti gli esseri. L'immanenza della sua effettuazione, che si palesa nella sfera umana, gli suggerisce che le cose della natura, le loro forze e contrasti, siano sottoposti a una giustizia immanente, come gli uomini, e che secondo questa se ne compia l'ascesa e il tramonto».
Essendo l'ápeiron l'unità dei contrari, contenendo nel suo seno gli opposti, ognuno di questi, nascendo, contrasta con un altro, così come la notte, opponendosi al giorno alla sua nascita, lo distrugge e da questo sarà dissolta a sua volta: ogni nascita è un'ingiustizia commessa contro altri, è la pretesa di ogni cosa di sostituirsi alla sua contrastante, di sussistere in assenza di quella. In questo incessante contrastare sta il movimento delle cose, il loro eterno divenire.
Come esiste un'immanenza di giustizia nella realtà dell'ordinamento umano, a maggior motivo nel Tutto esiste un ordinamento giuridico attraverso il quale le cose vengono governate: la giustizia umana ne è soltanto un riflesso, è una delle manifestazioni della legge universale, nella quale risiede la necessità del nascere e del perire manifestata dal comando, dall'ordine (τάξις) - da non intendere in senso di consequenzialità temporale, cronologica – del Tempo che svolge la funzione di giudice, il quale applica la legge universale che governa ogni cosa.
Un'interpretazione molto diversa dell'ápeiron è difesa dagli autori che danno una lettura più naturalistica della concezione del mondo di Anassimandro. Per esempio Marc Cohen e Carlo Rovelli interpretano l'ápeiron come la prima "entità teorica" nella storia della scienza: una entità naturale non direttamente osservabile, ma la cui esistenza è postulata per organizzare rendere conto in maniera naturalistica della complessità fenomeni osservabili.  Isolata, ma consistente con questa lettura, è l'opinione del filologo Giovanni Semerano (L'infinito: un equivoco millenario) secondo il quale ápeiron, che deriverebbe dal semitico apar, («polvere», «terra»), accadico eperu equivalente del biblico  'afar, sarebbe stato utilizzato da Anassimandro nel significato di terra e non di infinito, ciò, fra le tante sue conseguenze citate da Semerano, ricondurrebbe la filosofia presocratica essenzialmente a una fisica corpuscolare, che accomunerebbe Anassimandro, Talete e Democrito. La relazione fra l'ápeiron di Anassimandro e gli atomi di Leucippo e Democrito è corroborata dall'attributo che comunemente accompagna gli atomi nei frammenti degli atomisti: "ápeira", plurale di ápeiron, usualmente tradotto con "innumerevoli".